# National Highway 1 (Indien)
National Highway 1 (NH 1) ist eine Hauptfernstraße im Westen des Staates Indien mit einer Länge von 456 Kilometern. Sie beginnt an der pakistanischen Grenze westlich von Amritsar im Bundesstaat Punjab und führt nach 254 km durch diesen Bundesstaat weitere 180 km durch den benachbarten Bundesstaat Haryana. Schließlich endet sie nach 22 km im Nationalen Hauptstadtterritorium Delhi in der Hauptstadt Neu-Delhi. Die NH 1 bildet den westlichen Teil der Grand Trunk Road durch Nordindien.